# Town Creek (Alabama)
Town Creek – miasto w Stanach Zjednoczonych, w stanie Alabama, w hrabstwie Lawrence. W roku 2023 miasto zamieszkiwały 1063 osoby, a gęstość zaludnienia wynosiła 151,9 osoby/km².